# Морозов Микола Григорович
Морозов Микола Григорович (нар. 28 серпня 1941 року) — заслужений тренер СРСР і РРФСР, тренер збірної СРСР з велоспорту, яка перемогла на XXII Олімпійських іграх в 1980 році.

## Життєпис
Народився 28 серпня 1941 року в радгоспі Іркутського району, Іркутської області. У 1949 році, в зв'язку з рекомендацією лікарів за станом здоров'я батька, сім'я переїжджає в Сочі. Там закінчив середню школу №9 ім. Миколи Островського.
У той час почав цікавитися велоспортом, тому що в м.Сочі щовесни проходили відбіркові змагання з Велогонок світу, Прага-Варшава-Берлін.

### Освіта
У 1959 році вступив до Ленінградського інституту фізичної культури і спорту ім. П. Ф. Лесгафта на спортивний факультет. Але пізніше Микола Григорович залишив велоспорт і продовжив навчання в іншому ВНЗ. Тоді мама Морозова важко захворіла і він був змушений покинути навчання і повернутися в Сочі.

## Кар'єра
Почав працювати тренером в міській раді ДСТ "Спартак" після повернення в Сочі і знову повернувся до велоспорту. Брав участь у міських, союзних змаганнях, спартакіадах народів і чемпіонатах країни з велоспорту.
1965-1966 р.р. — член збірної команди СРСР з велоспорту.
1971 рік — тренер ДЮСШ №1 в м.Сочі.
1974 року — отримав запрошення в збірну команду СРСР помічником головного тренера В. Капітонова, а потім був затверджений тренером збірної, в якій пропрацював до розпаду СРСР. З командою брали участь в Олімпійських іграх у Монреалі, Москві, Сеулі, але не були в Лос-Анджелесі (1984 г.) через бойкот США Олімпійських ігор в Москві (1980 г.).

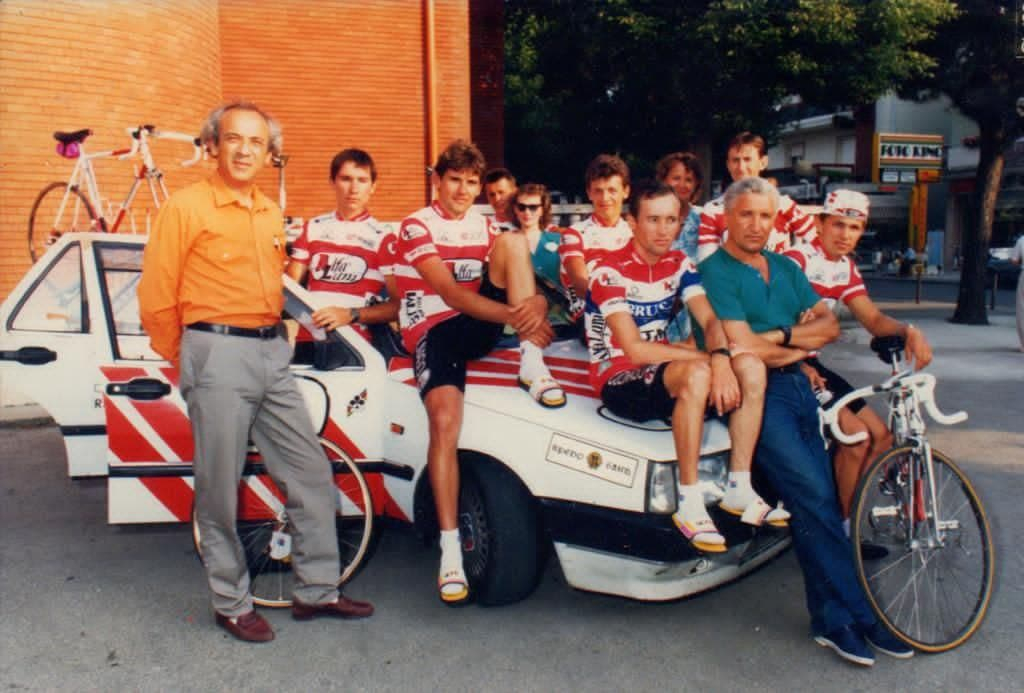
Микола Морозов зі своєю командою ALFALUM (1989-1990)

1989-1990 р.р. — тренер першої професійної радянської команди ALFA LUM (Сан Марино).
1989 рік — радянська команда приймає старт на чемпіонаті світу в Шамбері, Франція. Це сталося вперше в історії вітчизняного спорту. Головним тренером був італієць, а Микола Григорович був делегований в цю команду відповідальним від радянської сторони.
1991 рік — після розпаду Радянського Союзу залишається в Італії і укладає контракт з командою CARRERA.
1995 рік — отримав запрошення від Дмитра Конишева стати масажистом-тренером в команді і продовжив представляти РФ на Чемпіонаті світу і Олімпійських іграх.

### "Катюша"
Після пекінської Олімпіади керівництво Федерації велоспорту пропонує Морозову очолити континентальну команду «Катюша».
Команда виступала на всіх чемпіонатах світу, а також на Олімпійських Іграх цього періоду під керівництвом Миколи Григоровича і займала призові місця.
Винятком стали лише 1999 і 2000 роки, коли Морозов разом з Сергієм Гончаром представляли збірну України у 1999 році Чемпіонаті світу у Іспанії (2 місто), на Олімпійських Іграх в Сіднеї  2000 рік (9 місце) , та Чемпіонаті світу у Франції  (1 місце).
2009 рік — головний тренер континентальної велокоманди "Катюша".
2010 - 2012 р.р , 2014 рік — головний тренер континентальної команди "Ітера-Катюша".
2013 рік -  спортивний директор проконтинентальної команди "Русвело".
У 2015 році був частиною тренерської ради збірної команди Росії з велоспорту-шосе.

## Команди після 1991 року

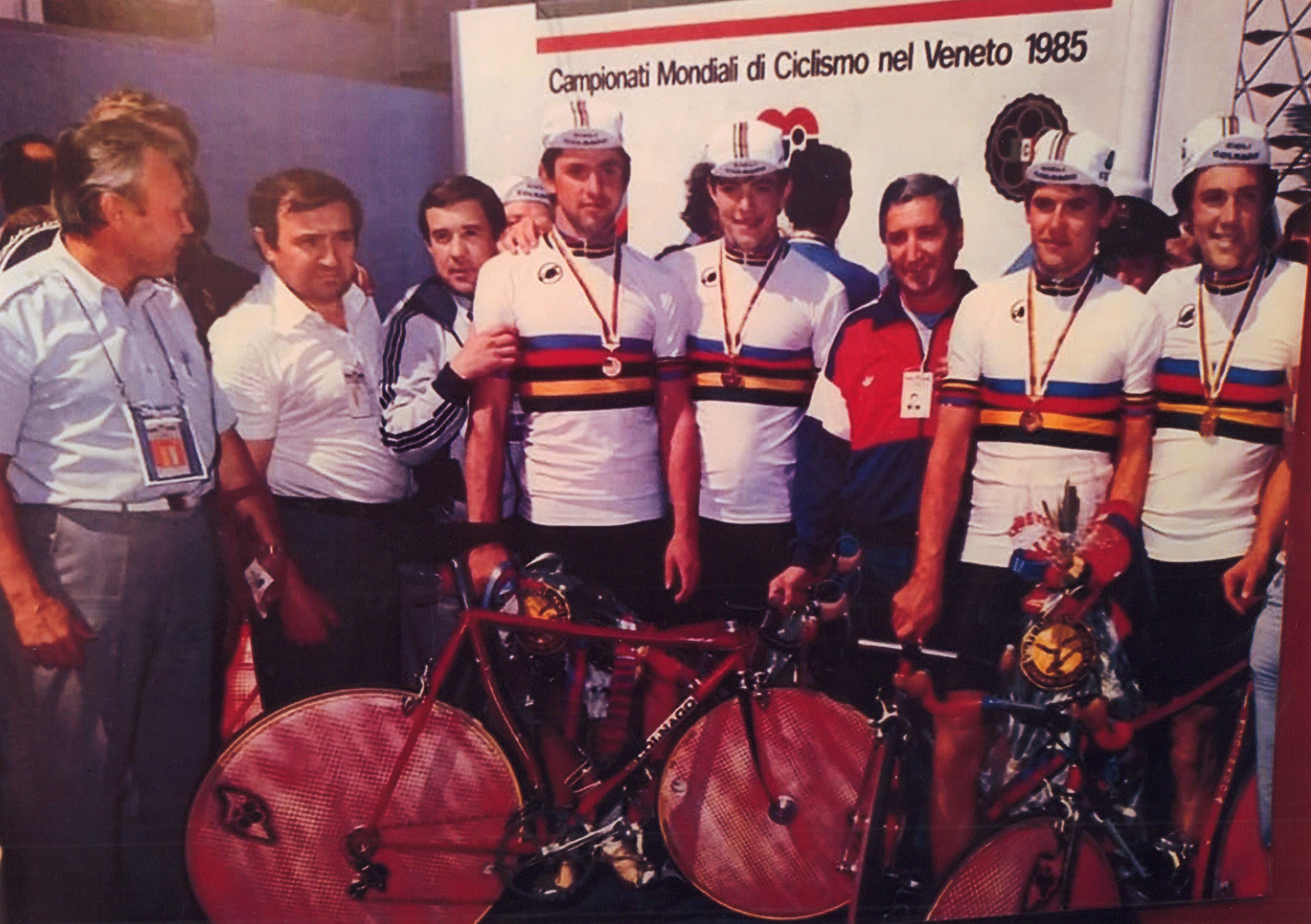
Чемпіонат світу з шосейних велогонок 1985, Микола Морозов (в червоній куртці) зі своєю командою

З 1991 року працював в наступних відомих командах:
- CARRERA (Італія)
- AKI-SAFI (Монте-Карло)
- SAFI (Італія)
- LIQUIGAS (Італія)
- TENAX (Італія)
- FASSA BORTOLO (Італія)
- GEROLSTEINER (Німеччина)
- ASTANA (Іспанія - Казахстан)
- ITERA - KATUSCA
- РУСВЕЛО (Росія)[8]
- ITERA  (Росія)

## Досягнення

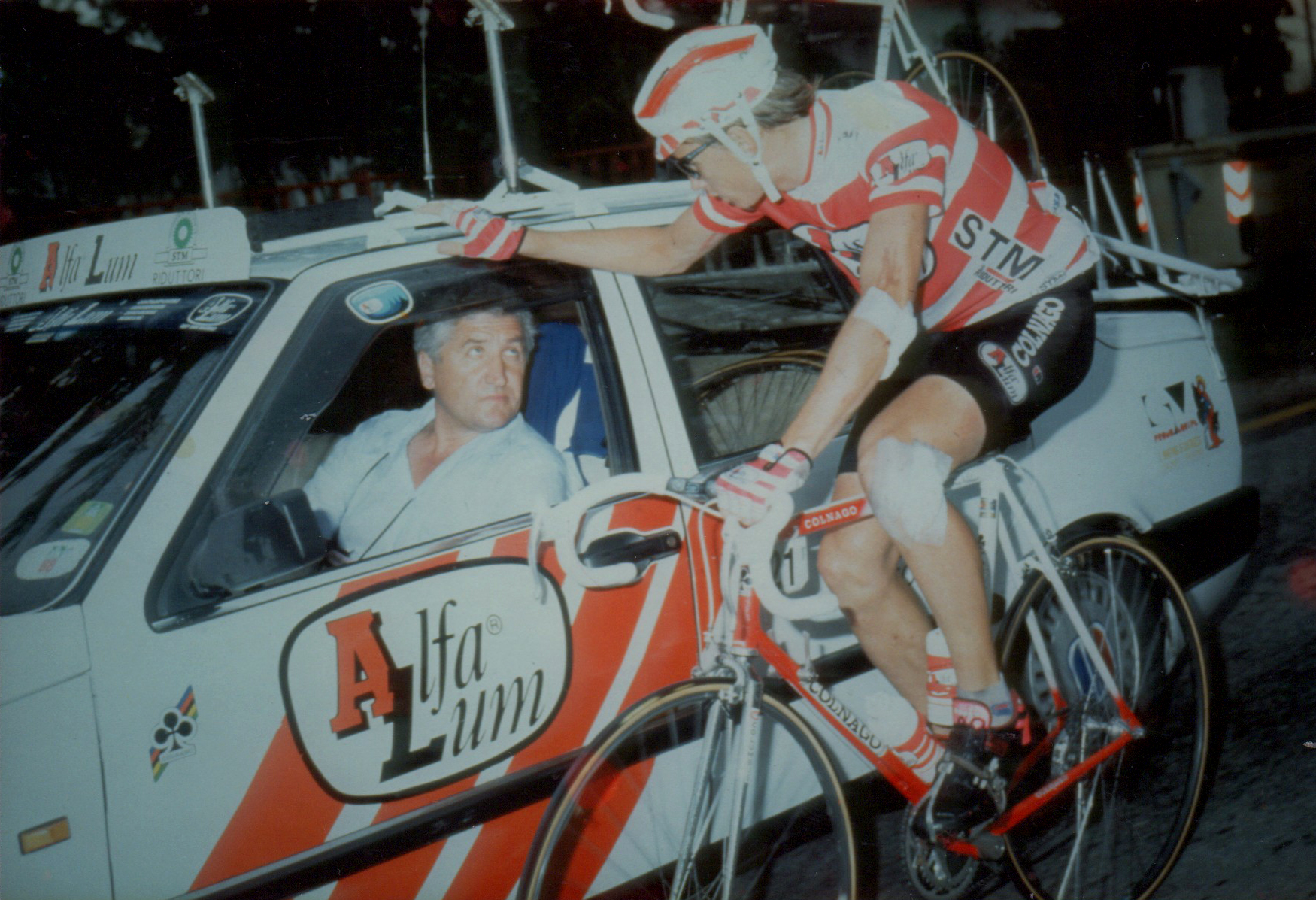
Микола Морозов (у автомобілі тех. допомоги) разом з Д. Конишевим, Джиро д'Італія 1989 р.

- 1 місце - Олімпійські ігри 1976 р., командні перегони 100 км.
- 1 місце - Чемпіонат світу 1977 р., 1983 р., 1985 р., командні перегони.
- Отримав звання "Заслужений тренер РРФСР" (1979)
- 1 місце - Олімпійські ігри 1980 р., командні перегони, 1 та 3 місце індивідуальні перегони разом с В. Капітоновим та В. Соколовим.
- Заслужений тренер СРСР (1980)
- За підсумками Олімпійських Ігор в 1980 році визнаний кращим тренером країни і нагороджений золотою медаллю "Кращий тренер СРСР"[9]
- За період участі в командах провів 15 велогонок Джиро д'Італія, 7 шосейних велогонок — Тур де Франс, 15 шосейних гранд-турів — Вуельта (Іспанія)
- 1 місце - Чемпіонат світу 2012 р., індивідуальні перегони на час.
- Взяв участь у підготовці до 7-ми Олімпійських ігор